# Крон, Фриц
Фриц Крон (нем. Fritz Cron; 31 марта 1925, Кирххайн — 29 апреля 2017, Эшборн) — немецкий мотогонщик, 2-кратный чемпион мира по шоссейно-кольцевым гонкам в классе мотоциклов с колясками в качестве пассажира, 2-кратный чемпион Германии.

## Спортивная карьера
Фриц Крон с раннего детства дружил с Вильгельмом Ноллем; они были соседями в родном Кирххайне. Они вместе занимались гандболом и гимнастикой, а после оба работали в пожарной команде Кирххайна.
В 1948 году Нолль и Крон в складчину выкупили у торговца металлоломом старый мотоцикл BMW R66, потратили год на приведение его в рабочее состояние и начали выступать — Нолль в качестве пилота, Крон в качестве пассажира. Отец Нолля поддержал увлечение приятелей.

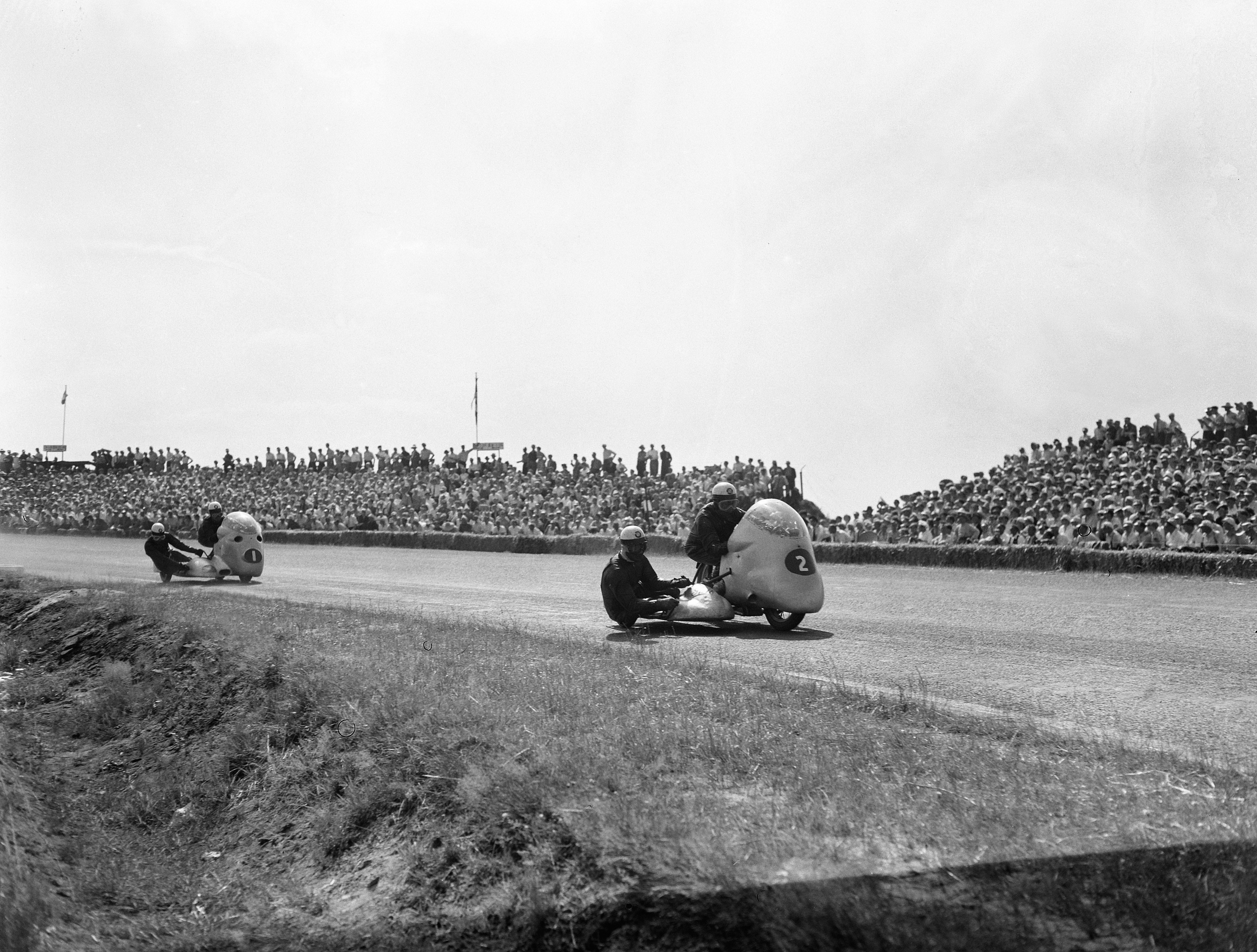
Вильгельм Нолль и Фриц Крон лидируют в гонке TT Assen 1955 года (мотоцикл #2)

В 1952 году молодые гонщики дебютировали на Чемпионате мира, а в 1953 году поднялись на подиум в Швейцарии; в том же году они выиграли внезачётную гонку на Нюрбургринге. Этот успех был замечен представителями заводской команды BMW, предложившими Ноллю и Крону контракт на 1953 год.
В 1954 году Нолль и Крон выступают как официальные заводские гонщики BMW. Их дуэт завоевал мировой титул по шоссейно-кольцевым гонкам на мотоциклах с колясками, а два следующих года стали продолжением доминирования команды в чемпионате. В 1955 году команда Нолль/Крон заняла второе место после Вилли Фауста и Карла Реммерта, а в 1956 году снова выиграла чемпионат.
Интересно, что с 1954 года у Крона, помимо балансировки мотоцикла в качестве пассажира, была ещё одна задача: во время гонок он считал круги, отмечая их черточками на специально отведенном месте в коляске. Такую традицию Нолль и Крон завели после гонки в Хоккенхайме’54, которую они проиграли Эрику Оливеру из-за того, что Нолль ошибся с подсчётом кругов и замедлился на круг раньше, полагая, что гонка окончена.

## После окончания карьеры
После окончания гоночного сезона 1956 года и Нолль, и Крон завершили гоночные карьеры. Крон впоследствии занимал национальные и международные должности в Немецкой ассоциации автоспорта и Немецкой ассоциации легкой атлетики, а также в Высшей комиссии по мотоциклетному спорту (ОМК).
Фриц Крон умер 29 апреля 2017 года в возрасте 92 лет в городке Эшборн, где и был похоронен.

## Результаты выступлений в Чемпионате мира по шоссейно-кольцевым гонкам на мотоциклах с колясками
| Легенда к таблице |                                                 |
| --- | ----------------------------------------------- |
| В таблице перечислены результаты всех этапов чемпионата мира, в которых принимал участие гонщик либо пассажир. Строками таблицы являются сезоны, столбцами все гонки этапов чемпионата мира, напарник и мотоцикл. В клетках указаны сокращённое название этапа и результат, клетка дополнительно обозначена цветом. Расшифровка обозначений и цветов представлена в нижеследующей таблице. |                                                 |
| \| Пример \| Описание \| \| ------------ \| ----------------------------------------------- \| \| 1 \| Победитель \| \| 2 \| Второе место \| \| 3 \| Третье место \| \| \| Финишировал в очковой зоне \| \| \| Финишировал вне очковой зоны \| \| НКЛ \| Не классифицирован \| \| Сход \| Не финишировал \| \| НКВ \| Не прошёл квалификацию \| \| НПКВ \| Не прошёл предварительную квалификацию \| \| ДСК \| Дисквалифицирован \| \| ИСК \| Исключён из протокола соревнований \| \| НС \| Не стартовал в гонке \| \| Т \| Травмирован или болен \| \| ОТК \| Отказ от участия \| \| НТР \| Прибыл на соревнования, но на трассу не выезжал \| \| НПР \| Не прибыл к началу соревнований \| \| НД \| Недопущен до старта \| \| О \| Гонка отменена \| \| \| Не участвовал \| \| Поул-позиция \| \| \| Быстрый круг \| \| |                                                 |
| Пример | Описание                                        |
| 1 | Победитель                                      |
| 2 | Второе место                                    |
| 3 | Третье место                                    |
| | Финишировал в очковой зоне                      |
| | Финишировал вне очковой зоны                    |
| НКЛ | Не классифицирован                              |
| Сход | Не финишировал                                  |
| НКВ | Не прошёл квалификацию                          |
| НПКВ | Не прошёл предварительную квалификацию          |
| ДСК | Дисквалифицирован                               |
| ИСК | Исключён из протокола соревнований              |
| НС | Не стартовал в гонке                            |
| Т | Травмирован или болен                           |
| ОТК | Отказ от участия                                |
| НТР | Прибыл на соревнования, но на трассу не выезжал |
| НПР | Не прибыл к началу соревнований                 |
| НД | Недопущен до старта                             |
| О | Гонка отменена                                  |
| | Не участвовал                                   |
| Поул-позиция |                                                 |
| Быстрый круг |                                                 |

| Год  | Пилот           | Мотоцикл | 1        | 2        | 3     | 4     | 5     | 6        | Место | Очки    |
| ---- | --------------- | -------- | -------- | -------- | ----- | ----- | ----- | -------- | ----- | ------- |
| 1952 | Вильгельм Нолль | BMW      | SUI      | BEL      | GER 6 | NAT   | ESP   |          | 11    | 1       |
| 1953 | Вильгельм Нолль | BMW      | BEL 6    | FRA      | ULS   | SUI 3 | NAT   |          | 6     | 5       |
| 1954 | Вильгельм Нолль | BMW      | MAN 3    | ULS 3    | BEL 2 | GER 1 | SUI 1 | NAT 1    | 1     | 30 (38) |
| 1955 | Вильгельм Нолль | BMW      | ESP      | MAN Сход | GER 2 | BEL 1 | NED 2 | NAT 1    | 2     | 28      |
| 1956 | Вильгельм Нолль | BMW      | MAN Сход | NED 2    | BEL 1 | GER 1 | ULS 1 | NAT Сход | 1     | 30      |

## Результаты выступлений на гонке Isle of Man TT[6]
| Год  | Класс      | Мотоцикл | Пилот           | Позиция в классе |
| ---- | ---------- | -------- | --------------- | ---------------- |
| 1954 | Sidecar TT | BMW      | Вильгельм Нолль | 3                |
| 1955 | Sidecar TT | BMW      | Вильгельм Нолль | Сход             |
| 1956 | Sidecar TT | BMW      | Вильгельм Нолль | Сход             |